# Duits voetbalkampioenschap 1934/35
1934/35 was het 28ste Duitse voetbalkampioenschap ingericht door de DRL (Deutscher Reichsbund für Leibesübungen). Er veranderde niets ten opzichte van vorig jaar. Schalke won voor de tweede keer op rij de titel en dit in de doelpuntenrijkste finale tot dan toe.

## Deelnemers aan de eindronde
| Club                      | Gekwalificeerd als                  |
| ------------------------- | ----------------------------------- |
| Yorck Boyen Insterburg    | Kampioen Gauliga Ostpreußen         |
| Stettiner SC              | Kampioen Gauliga Pommern            |
| Hertha BSC                | Kampioen Gauliga Berlin-Brandenburg |
| Vorwärts RaSpo Gleiwitz   | Kampioen Gauliga Schlesien          |
| PSV Chemnitz              | Kampioen Gauliga Sachsen            |
| 1. SV Jena                | Kampioen Gauliga Mitte              |
| Eimsbütteler TV           | Kampioen Gauliga Nordmark           |
| SV Hannover 96            | Kampioen Gauliga Niedersachsen      |
| FC Schalke 04             | Kampioen Gauliga Westfalen          |
| VfL Benrath               | Kampioen Gauliga Niederrhein        |
| VfR Köln 04 rrh.          | Kampioen Gauliga Mittelrhein        |
| 1. Hanauer FC 1893        | Kampioen Gauliga Hessen             |
| SV Phönix 03 Ludwigshafen | Kampioen Gauliga Südwest            |
| VfR Mannheim              | Kampioen Gauliga Baden              |
| VfB Stuttgart             | Kampioen Gauliga Württemberg        |
| SpVgg Fürth               | Kampioen Gauliga Bayern             |

## Groepsfase

### Groep A
| Datum         | Teams             | Teams | Teams             | Uitslag   | Stadion                      |
| 7 april 1935  | Hertha BSC        | –     | Vowärts Gleiwitz  | 2:0 (1:0) | Berlijn, Platz des SCC       |
| 7 april 1935  | PSV Chemnitz      | –     | Y. B. Insterburg  | 6:1 (2:1) | Chemnitz, Platz des PSV      |
| 14 april 1935 | PSV Chemnitz      | –     | Vorwärts Gleiwitz | 2:1 (2:1) | Leipzig, Wacker-Platz        |
| 14 april 1935 | Hertha BSC        | –     | Y. B. Insterburg  | 7:3 (2:2) | Berlijn, Platz Gesundbrunnen |
| 28 april 1935 | Y. B. Insterburg  | –     | Vorwärts Gleiwitz | 1:3 (0:2) | Insterburg, Stadion          |
| 28 april 1935 | PSV Chemnitz      | –     | Hertha BSC        | 1:2 (1:2) | Chemnitz, CBC-Platz          |
| 5 mei 1935    | Y. B. Insterburg  | –     | Hertha BSC        | 0:9 (0:4) | Königsberg, Stadion          |
| 5 mei 1935    | Vorwärts Gleiwitz | –     | PSV Chemnitz      | 1:3 (0:3) | Breslau, Grüneiche           |
| 19 mei 1935   | Hertha BSC        | –     | PSV Chemnitz      | 1:2 (0:0) | Berlijn, Sppl. Tempelhof     |
| 19 mei 1935   | Vorwärts Gleiwitz | –     | Y. B. Insterburg  | 2:2 (2:1) | Gleiwitz, Jahnstadion        |
| 26 mei 1935   | Y. B. Insterburg  | –     | PSV Chemnitz      | 1:8 (0:1) | Insterburg, Stadion          |
| 26 mei 1935   | Vorwärts Gleiwitz | –     | Hertha BSC        | 2:1 (0:1) | Gleiwitz, Jahnstadion        |

### Groep B
| Datum         | Teams           | Teams | Teams           | Uitslag   | Stadion                      |
| 7 april 1935  | Eimsbütteler TV | –     | Hannover 96     | 1:3 (0:1) | Altona, AFC93-Platz          |
| 7 april 1935  | FC Schalke 04   | –     | Stettiner SC    | 9:1 (7:1) | Gelsenkirchen, Glückauf-KB   |
| 14 april 1935 | FC Schalke 04   | –     | Hannover 96     | 3:2 (1:1) | Dortmund, Rothe Erde         |
| 14 april 1935 | Eimsbütteler TV | –     | Stettiner SC    | 3:1 (1:1) | Hamburg, ETV-Platz           |
| 28 april 1935 | FC Schalke 04   | –     | Eimsbütteler TV | 4:0 (1:0) | Bochum, TuS-Platz            |
| 28 april 1935 | Hannover 96     | –     | Stettiner SC    | 5:0 (4:0) | Hannover, Radrennbahn        |
| 5 mei 1935    | Hannover 96     | –     | FC Schalke 04   | 1:4 (0:0) | Braunschweig, Eintracht-St.  |
| 5 mei 1935    | Stettiner SC    | –     | Eimsbütteler TV | 2:2 (2:0) | Stettin, SSC-Platz           |
| 12 mei 1935   | Stettiner SC    | –     | FC Schalke 04   | 0:6 (0:3) | Stettin, SSC-Platz           |
| 19 mei 1935   | Hannover 96     | –     | Eimsbütteler TV | 9:3 (7:1) | Hannover, Hindenburg-Stadion |
| 26 mei 1935   | Stettiner SC    | –     | Hannover 96     | 1:4 (1:2) | Stettin, SSC-Platz           |
| 26 mei 1935   | Eimsbütteler TV | –     | FC Schalke 04   | 2:1 (1:0) | Hamburg, Victoria-Platz      |

### Groep C
| Datum         | Teams        | Teams | Teams        | Uitslag   | Stadion                    |
| 7 april 1935  | VfR Mannheim | –     | VfR Köln 04  | 2:3 (1:1) | Karlsruhe, Wildparkstadion |
| 7 april 1935  | VfL Benrath  | –     | SV Phönix 03 | 0:0 (0:0) | Wuppertal, Stadion         |
| 14 april 1935 | VfL Benrath  | –     | VfR Köln 04  | 5:0 (2:0) | Düsseldorf, Rheinstadion   |
| 22 april 1935 | VfR Mannheim | –     | SV Phönix 03 | 0:5 (0:3) | Mannheim, Stadion          |
| 28 april 1935 | VfR Mannheim | –     | VfL Benrath  | 2:3 (0:0) | Mannheim, Stadion          |
| 28 april 1935 | VfR Köln 04  | –     | SV Phönix 03 | 0:4 (0:1) | Keulen, Radrennbahn        |
| 5 mei 1935    | SV Phönix 03 | –     | VfL Benrath  | 1:2 (1:1) | Saarbrücken, Saar-05-Platz |
| 5 mei 1935    | VfR Köln 04  | –     | VfR Mannheim | 2:3 (2:1) | Bonn, Stadion              |
| 19 mei 1935   | VfR Köln 04  | –     | VfL Benrath  | 0:4 (0:1) | Keulen, Radrennbahn        |
| 19 mei 1935   | SV Phönix 03 | –     | VfR Mannheim | 5:0 (3:0) | Mannheim, Stadion          |
| 26 mei 1935   | SV Phönix 03 | –     | VfR Köln 04  | 4:1 (1:0) | Ludwigshafen, Phönix-Platz |
| 26 mei 1935   | VfL Benrath  | –     | VfR Mannheim | 3:2 (1:1) | Düsseldorf, Rheinstadion   |

### Groep D
| Datum         | Teams            | Teams | Teams         | Uitslag   | Stadion                    |
| 7 april 1935  | 1. Hanauer FC 93 | –     | VfB Stuttgart | 3:0 (1:0) | Hanau, HFC93-Platz         |
| 7 april 1935  | SpVgg Fürth      | –     | 1. SV Jena    | 2:0 (2:0) | Neurenberg, Platz am Zabo  |
| 14 april 1935 | VfB Stuttgart    | –     | 1. SV Jena    | 1:2 (1:1) | Ulm, Stadion               |
| 14 april 1935 | SpVgg Fürth      | –     | FC Hanau 93   | 0:1 (0:0) | Würzburg, Stadion          |
| 28 april 1935 | FC Hanau 93      | –     | 1. SV Jena    | 0:1 (0:1) | Hanau, HFC93-Platz         |
| 28 april 1935 | SpVgg Fürth      | –     | VfB Stuttgart | 1:4 (0:2) | Fürth, Am Ronhofer Weg     |
| 5 mei 1935    | VfB Stuttgart    | –     | FC Hanau 93   | 2:1 (0:1) | Stuttgart, Adolf-Hitler-KB |
| 5 mei 1935    | 1. SV Jena       | –     | SpVgg Fürth   | 0:1 (0:1) | Jena, SVJ-Platz            |
| 12 mei 1935   | FC Hanau 93      | –     | SpVgg Fürth   | 1:5 (0:2) | Kassel, SC03-Platz         |
| 19 mei 1935   | 1. SV Jena       | –     | VfB Stuttgart | 2:3 (1:2) | Erfurt, Stadion            |
| 26 mei 1935   | VfB Stuttgart    | –     | SpVgg Fürth   | 3:2 (1:1) | Stuttgart, Adolf-Hitler-KB |
| 26 mei 1935   | 1. SV Jena       | –     | FC Hanau 93   | 0:2 (0:1) | Jena, SVJ-Platz            |

## Halve finale
| Datum       | Teams         | Teams | Teams        | Uitslag   | Stadion                      |
| 2 juni 1935 | VfB Stuttgart | –     | VfL Benrath  | 4:2 (2:1) | Leipzig, Stadion Probstheida |
| 2 juni 1935 | FC Schalke 04 | –     | PSV Chemnitz | 3:2 (3:2) | Düsseldorf, Rheinstadion     |

## Finale
| Datum        | Teams         | Teams | Teams         | Uitslag   | Stadion                       |
| 23 juni 1935 | FC Schalke 04 | –     | VfB Stuttgart | 6:4 (3:0) | Keulen, Müngersdorfer Stadion |

De 70.000 toeschouwers werden getrakteerd op een doelpuntenfestival. Na zes minuten opende Adolf Urban de score voor Schalke. In de 36ste minuut maakte Ernst Poertgen de 2-0 en vijf minuten later Rudolf Gellesch de 3-0. Na de rust maakte Poertgen zijn tweede doelpunt en stond het al 4-0. Echter amper drie minuten later stond het 4-2 na twee snelle goals van Otto Bökle. Echter kwam Schalke niet in de problemen daar Ernst Kalwitzki de score verder aandikte tot 5-2. Erich Koch maakte nog de 5-3 in de 78ste minuut, maar dat werd onmiddellijk gepareerd door het derde doelpunt van Poertgen één minuut later. In de 86ste minuut scoorde Willi Rutz nog het tiende doelpunt van de dag.